# Ormetica ataenia
Ormetica ataenia là một loài bướm đêm thuộc phân họ Arctiinae, họ Erebidae.